# 施瓦爾姆河 (默兹河支流)
51°14′55.57″N 6°0′35.18″E / 51.2487694°N 6.0097722°E
施瓦爾姆河（德語：Schwalm），是德國的河流，位於該國西部，處於北萊茵-威斯特法倫州，屬於默兹河的右支流，河道全長45公里，流域面積269平方公里。